# 1401 Lavonne
1401 Lavonne је астероид главног астероидног појаса чија средња удаљеност од Сунца износи 2,227 астрономских јединица (АЈ).
Апсолутна магнитуда астероида је 12,25 а геометријски албедо 0,191.